# 진주 모순 정려비
진주 모순 정려비(晋州 牟恂 旌閭碑)는 대한민국 경상남도 진주시 사봉면에 있는 조선 세종 때 활동하여 효자로 알려진 모순의 비석이다. 2015년 10월 8일 경상남도의 문화재자료 제595호로 지정되었다.

## 지정 사유
이 비석은 조선 세종 때 활동하여 효자로 알려진 모순의 비석으로, 중종 26년(1531년) 이전에 이미 효자로 정려되어 정려비가 세워져 있었던 것을, 비석의 박락으로 인해 1836년에 다시 세워진 것이다. 이 비석 자체는 세워진 지 180년 정도밖에 되지 않았지만, 이미 480년 전에 효자로 정려가 내려져 정려비가 세워져 있었던 점을 알게 해주며, 또한 그 비석을 계승하여 세워진 것이란 점을 감안하여 경상남도 문화재자료로 지정함.

## 참고 자료
- 진주 모순 정려비 - 국가유산청 국가유산포털}